# Plenkovice
Plenkovice település Csehországban, a Znojmói járásban. Plenkovice Znojmo, Hluboké Mašůvky és Kravsko településekkel határos. Lakosainak száma 385 fő (2024. január 1.).

## Népesség
A település lakosságának változását az alábbi diagram mutatja:
| Lakosok száma | 370  | 358  | 391  | 417  | 414  | 327  | 367  | 372  | 367  | 385  |
|               | 1869 | 1890 | 1921 | 1950 | 1980 | 2001 | 2017 | 2019 | 2022 | 2024 |